# ジェニファー・バクスター
ジェニファー・バクスター（Jennifer Baxter, 1976年）とは、カナダの女優である。

## 主な出演作品

### 映画
- ノックアラウンド・ガイズ Knockaround Guys (2001)
- ランド・オブ・ザ・デッド Land Of The Dead (2005) - ナンバー9